# Direction générale de l'Administration et de la Fonction publique
La direction générale de l'Administration et de la Fonction publique (DGAFP), anciennement direction de la Fonction publique (DFP), est une direction ministérielle française créée en 1945 dans le cadre de la grande vague de modernisation de l'administration française qui s'est déroulée à la Libération.

## Histoire
Cette direction est créée sous le nom de direction de la Fonction publique par l'ordonnance du 9 octobre 1945,. Cette ordonnance, prise par le général de Gaulle, chef du gouvernement provisoire, est suggérée par Michel Debré, chargé par de Gaulle d'une réforme de la fonction publique ; elle crée également les Instituts d'études politiques (IEP), l'École nationale d'administration (ENA) et le Centre de hautes études administratives (CHEA).
La direction prend son nom actuel de direction générale de l'Administration et de la Fonction publique par le décret du 3 février 1959,,. 
La DGAFP est restée un service du Premier ministre mis à la disposition du ministre chargé de la Fonction publique depuis sa création jusqu'en 2007.
À compter de la nomination du gouvernement de François Fillon elle est mise à la disposition du ministre du Budget, des Comptes publics et de la Fonction publique. Elle est ensuite, au 1er janvier 2009, organiquement rattachée aux ministères économiques et financiers. Ce rattachement est présenté comme le moyen de rassembler entre les mains du ministre chargé de la réforme de l'État l'ensemble des leviers de la réforme, les leviers financiers (budget) et ressources humaines (statut des personnels, pilotage de la fonction RH). Ce rattachement fait craindre à certains que les arbitrages dans le domaine de la fonction publique ne soient désormais motivés que par les seules considérations financières, au détriment de la qualité juridique et de l'unité de la fonction publique. Par ailleurs se pose la question de l'autorité du ministre chargé de la Fonction publique sur ses collègues, autorité qui pouvait paraître plus élevée lorsque la DGAFP relevait de l'autorité du Premier ministre.
La DGAFP rattachée fonctionnellement au ministère du Travail, de la Solidarité et de la Fonction publique en mars 2010 réintègre le ministère du Budget, des Comptes publics, de la Fonction publique et de la Réforme de l'État en novembre 2010.
En juin 2011, elle est à nouveau rattachée fonctionnellement au Premier ministre et mise à disposition du ministère de la Fonction publique.
En avril 2012, elle est rattachée au ministère de la Fonction publique, et mise à disposition du ministère du Budget et des Comptes publics.
En mai 2017, elle est rattachée au ministère de l'Action et des Comptes publics.
Depuis juillet 2020, elle est rattachée au ministère de la Transformation et de la Fonction publiques.

## Siège
À sa création, la direction s'installe rue Saint-Dominique dans le 7e arrondissement de Paris.
Elle déménage en 1974 dans l'hôtel de Cassini, au 32 rue de Babylone, toujours dans le 7e arrondissement, dans des locaux contigus à l'hôtel de Matignon qui accueille les services du Premier ministre. 
Au début de l'année 2010, dans le cadre de son rattachement au ministère du Budget, des Comptes publics et de la Fonction publique, elle déménage au 2 boulevard Diderot dans le 12e arrondissement, dans les anciens locaux du secrétariat général des Affaires européennes.

## Mission
La DGAFP est chargée de la politique statuaire de la fonction publique (en s'assurant de la coordination et de la cohérence statutaire entre les trois fonctions publiques), du dialogue social interministériel (politique salariale, évolutions statutaires, politique sociale) ainsi que de la coordination et de l'animation de la politique de gestion des ressources humaines des différents ministères.
La DGAFP assure la tutelle de l'École nationale d'administration (ENA) et des Instituts régionaux d'administration (IRA) par délégation du Premier ministre.

## Liste des directeurs

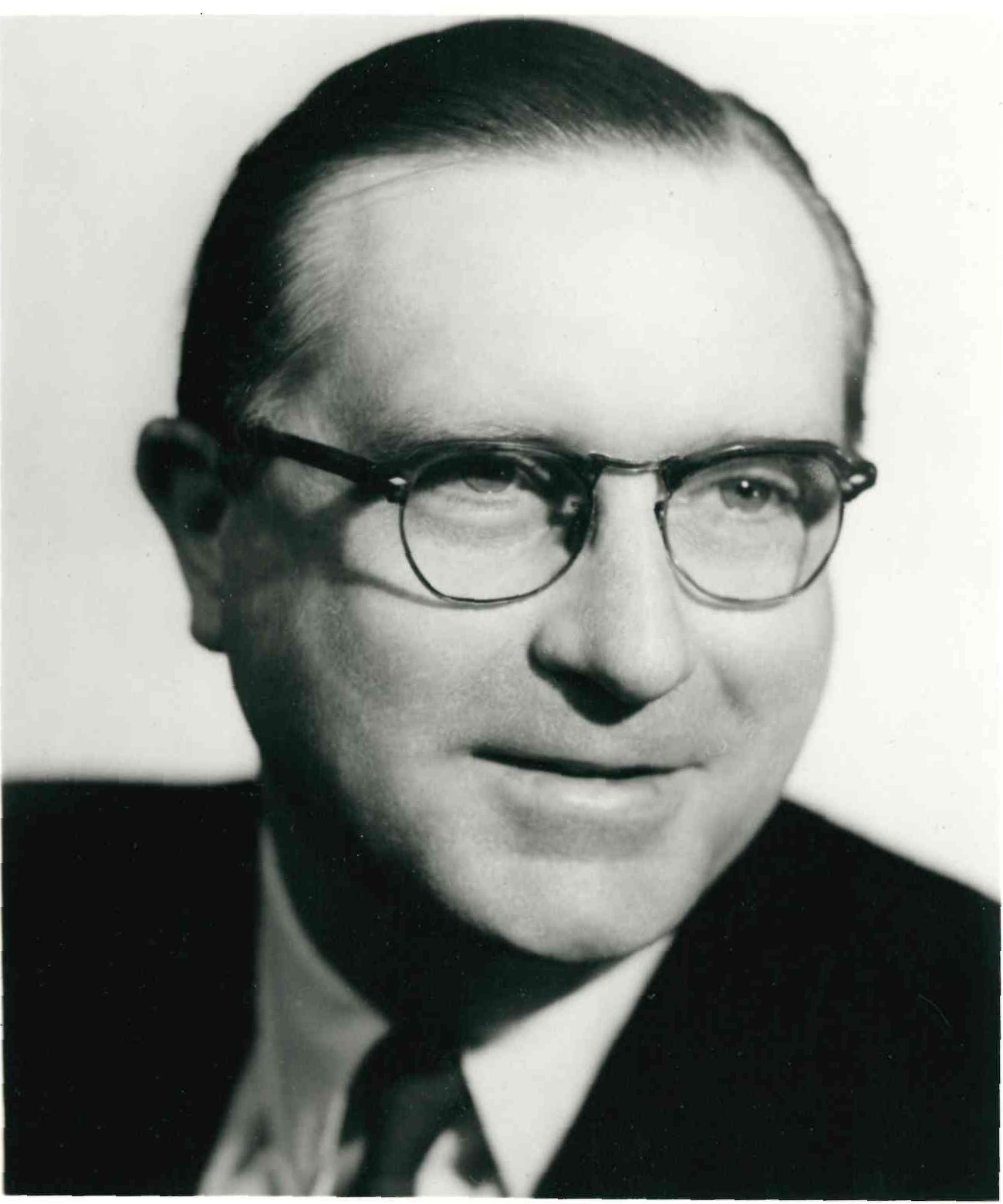
Pierre Chatenet.

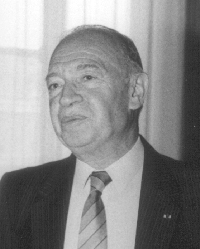
Marceau Long.

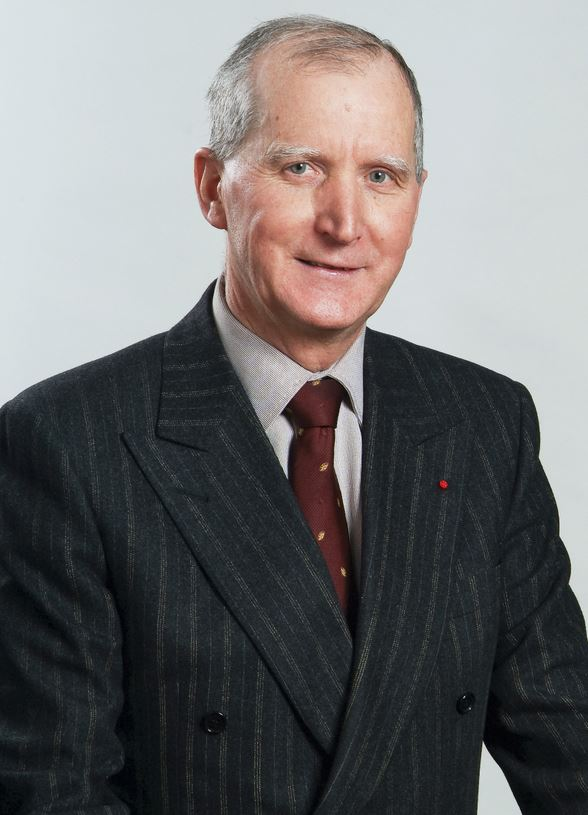
Marcel Pochard.

Les directeurs généraux de l'Administration et de la Fonction publique ont été successivement,, :
| Directeur                                                          | Décret de nomination | Décret de nomination                                        |
| ------------------------------------------------------------------ | -------------------- | ----------------------------------------------------------- |
| Directeurs de la Fonction publique                                 |                      |                                                             |
| Roger Grégoire                                                     | 12 octobre 1945      | [ a ]                                                       |
| Pierre Chatenet                                                    | 3 avril 1954         | [ b ]                                                       |
| Directeurs généraux de l'Administration et de la Fonction publique |                      |                                                             |
| Joseph Gand                                                        | 3 février 1959       | [ c ]                                                       |
| Marceau Long                                                       | 6 avril 1961         | [ d ]                                                       |
| Fernand Grévisse (d)                                               | 13 juillet 1967      | [ e ]                                                       |
| Michel Massenet                                                    | 2 juin 1971          | [ f ]                                                       |
| Gabriel Vught                                                      | 22 mai 1978          | [ g ]                                                       |
| Michel May                                                         | 16 octobre 1981      | [ h ]                                                       |
| Marcel Pinet                                                       | 4 octobre 1982       | [ i ]                                                       |
| Dominique Le Vert                                                  | 17 juillet 1986      | [ j ]                                                       |
| Bernard Pêcheur                                                    | 20 septembre 1989    | [ k ]                                                       |
| Marcel Pochard                                                     | 31 décembre 1993     | [ l ]                                                       |
| Gilbert Santel                                                     | 28 mars 1998         | [ m ]                                                       |
| Jacky Richard (d)                                                  | 21 mai 2001          | [ n ]                                                       |
| Paul Peny                                                          | 23 septembre 2005    | [ o ]                                                       |
| Jean-François Verdier (d)                                          | 25 novembre 2009     | [ p ]                                                       |
| Marie-Anne Lévêque (d)                                             | 19 septembre 2013    | [ q ]                                                       |
| Thierry Le Goff (d)                                                | 15 octobre 2015      | [ r ]                                                       |
| Nathalie Colin (d)                                                 | 21 octobre 2020      | [ s ]                                                       |
| Boris Melmoux-Eude                                                 | 15 avril 2025        | https://www.legifrance.gouv.fr/jorf/id/JORFTEXT000051478716 |

En 1979, tous les directeurs depuis la création de la direction étaient issus du Conseil d'État. 